# Litterial Green
Litterial Maurice Green (Pascagoula, 7 marzo 1970) è un ex cestista e allenatore di pallacanestro statunitense, professionista nella NBA, in Europa e in Venezuela.

## Carriera
È stato selezionato dai Chicago Bulls al secondo giro del Draft NBA 1992 (39ª scelta assoluta).

## Palmarès

### Giocatore
- McDonald's All-American Game (1988)

### Allenatore
- Campione WBA (2004)
- WBA Coach of the Year (2004)